# Антимонид диникеля
Антимонид диникеля — бинарное неорганическое соединение
никеля и сурьмы
с формулой Ni2Sb,
кристаллы,
не растворяется в воде.

## Получение
- Сплавление стехиометрических количеств чистых веществ:

{\displaystyle {\mathsf {2Ni+Sb\ {\xrightarrow {T}}\ Ni_{2}Sb}}}

## Физические свойства
Антимонид диникеля образует кристаллы
тетрагональной сингонии,

параметры ячейки a = 0,5785 нм, c = 0,600 нм, Z = 4.
Не растворяется в воде.